# فینال جام حذفی فوتبال انگلستان ۲۰۰۰
فینال جام حذفی فوتبال انگلستان ۲۰۰۰، رقابت پایانی جام حذفی فوتبال انگلستان در سال ۲۰۰۰ میلادی است که مابین دو تیم باشگاه فوتبال چلسی و باشگاه فوتبال استون ویلا در ورزشگاه ومبلی لندن برگزار شده‌است.
این مسابقه که در تاریخ ۲۰ مه ۲۰۰۰ انجام شده‌است با نتیجه ۱ بر ۰ به سود تیم باشگاه فوتبال چلسی به پایان رسید.